# Vienna Symphonic Library
Vienna Symphonic Library (ofte forkortet VSL) er en østrigsk producent af samples til virtuelle instrumenter, der almindeligvis bruges i orkestre. Vienna Symphonic Library blev grundlagt af Herb Tucmandl, og projektet har per november 2008 produceret op mod to millioner samples i lydstudiet Silent Stage, der er bygget specielt til formålet. Flere af de udgivne samplebiblioteker rummer både instrumenter som solo og som ensemble.

## Historie
Herb Tucmandl var substituerende cellist hos Vienna Philharmonic Orchestra, og senere kameramand, instruktør og komponist af klassisk filmmusik. Men budgettet rakte ikke til optagelser af et rigtigt orkester, og eksisterende samplebiblioteker – der blev udgivet på blot få CDer – var ikke tilstrækkelige. Herb ønskede at ændre dette. Over det følgende stykke tid fremstillede han konceptet til at skabe autentiske orkestersamples, og for at sætte sin idé på en prøve medbragte han sin cello til et studie, og optog flere tusinde samples. Med demoen lykkedes det ham at overbevise eksperter, insidere og investorer om at tage del i hans vision.

### Silent Stage
For at opnå det bedste resultat byggede folkene bag Vienna Symphonic Library et studie specielt egnet til at optage orkestersamples, kaldt Silent Stage. Lydisoleringen er så kraftig at end ikke en helikopter kan trænge igennem. Studiet har to kontrolrum, begge beregnet til at teste kvaliteten af en optagelser på forskellige måder. Følgende udstyr findes på Silent Stage:
- Schoeps Serie Colette:
  - CMC
  - BLM 3
  - MK 2 S
  - MK 4
  - MK 21
  - KFM 6
- Millenia Media HV3D Mic preamp
- Daniel Weiss ADC1 MK2, 24/96 AD Converter
- Monster Cable Studio Pro 1000 Cable
- Studer A5 Monitoring
- Magix Sequoia Hard Disk Recording

Alle samples optages i stereo og med 96 kHz/24 bit. Mere end 100 musikere har dedikeret et år eller mere af deres liv til spille i studiet i Wien, mens 5 til 10 teknikere på skift arbejder på redigeringen og finpudsningen.

## Produkter
Vienna Symphonic Librarys samples udgives både i enkeltstående pakker per instrument og bundles. Nogle bundles rummer størstedelen af omfattende orkester. Den største, Symphonic Cube fylder 42 DVDer, tager 700GB på harddisken og koster ca. €14.000,00. Mindre pakker er også tilgængelige, og enkelte instrumenter kan fås til mindre end €100,00.
Nogle af produkterne kan downloades og andre kan købes på DVD. Fælles for dem alle er, at de kræver en såkaldt ViennaKey, der er en særlig licenseringsenhed, udviklet af Syncrosoft. Med en ViennaKey kan et sæt samples registreres på én maskine, og skal de tilsvarende registreres på en anden, skal brugeren købe en ViennaKey yderligere. ViennaKeyen kan erstattes af tilsvarende licenseringsenheder, f.eks. fra Steinberg.
Blandt de instrumenter der eksisterer i VSLs bibliotek er: violin, viola, cello, kontrabas, trompet, horn, engelsk horn, fløjte, saxofon, tuba, obo, klarinet, soprankor, m.fl. Mange af instrumenterne kommer også i forskellige arter og/eller versioner, f.eks. findes fløjterne både af en type 1 og 2, samt som piccolo og ensemble.
En af VSLs største konkurrenter er EastWest Quantum Leap [kilde mangler], der også producer orkestersamples, foruden en lang række andre produktserier. En af de grundlæggende forskelle på de to produktserier er at VSL udelukkende laver såkaldte "tørre" samples [kilde mangler], hvilket vil sige, at der ikke er rumklang. EastWest producerer derimod samples med rumklang, hvilket som udgangspunkt giver en mere realistisk og naturlig klang, end digitale simulationer kan fremstille.[kilde mangler] En af VSLs forcer, foruden den målgruppe, der foretrækker tørre samples, er deres performance legato.[kilde mangler]